# Pratt-Read TG-32
Pratt-Read TG-32 là một loại tàu lượn huấn luyện quân sự của Hoa Kỳ trong thập niên 1940. Do Gould Aero Division thuộc hãng Pratt, Read & Company chế tạo cho Hải quân Hoa Kỳ.

## Biến thể
PR-G1
LNE-1
TG-32

## Quốc gia sử dụng
Hoa Kỳ
- Không quân Lục quân Hoa Kỳ
- Hải quân Hoa Kỳ

## Tính năng kỹ chiến thuật
Dữ liệu lấy từ 
Đặc tính tổng quát
- Kíp lái: 2
- Chiều dài: 26 ft 3 in (8,00 m)
- Sải cánh: 54 ft 6 in (16,61 m)
- Chiều cao: 6 ft (1,8 m)
- Diện tích cánh: 230 foot vuông (21 m2)
- Trọng lượng rỗng: 585 lb (265 kg)
- Trọng lượng cất cánh tối đa: 1.000 lb (454 kg)

Hiệu suất bay
- Vận tốc cực đại: 99 mph; 159 km/h (86 kn) dive or glide speed